# Claudia de senaturum quaestu
Claudia de senaturum quaestu o Claudia de senatoribus va ser una llei romana establerta a proposta del tribú de la plebs Quint Claudi, quan eren cònsols Publi Corneli Escipió i Tiberi Semproni Llong l'any 535 de la fundació de Roma (218 aC). Prohibia als senadors (i parents propers) i als patres (de rang senatorial) tenir naus de capacitat superior a 300 àmfores. El comerç era considerat en aquell temps indecorós pels patricis i per aquesta llei es limitava al necessari per atendre el transport de la producció dels camps propis. Juli Cèsar va renovar més tard aquesta llei. Titus Livi i Ciceró diuen que en el seu temps era fora d'ús.